# Maurits Pico Diederik van Sytzama (1789-1848)
Maurits Pico Diederik Baron Sytzama (født 2. juni 1789 i Driesum, død 15. juli 1848 i Leeuwarden) var en nederlandsk politiker og embedsmand.

## Liv og gerning
Han var søn af en kavaleriofficer John Galen Baron Sytzama og Anna Maria Maclaine. Fra 1809 til 1813 studerede han romersk og moderne ret i Groningen. Han blev aktiv politisk og i Frieslands administrative system.
Han var adjunct-houtvester (embedsmand i forstvæsenet) i første jagtdistrikt fra 1820 til 1823 og houtvester sammesteds fra 1823 til 1840.
Han var medlem af provinsforsamlingen for Friesland som grietenij (repræsentant) for Westdongeradeel fra 1817 til 1826.
Han var et selvstændigt virkende parlamentsmedlem fra det nordlige Friesland fra 2. december 1826 til 27. oktober 1840. Han var også grietman (landsbyborgmester) i Idaarderadeel der efter guvernør i Friesland fra 12. september 1840 til 15. juli 1848. Han afviste en udnævnelse til Statsrådet i 1840. Han var næsten fjorten år medlem af Tweede Kamer (Andetkammeret) og var fra 18. oktober 1837 til 15. oktober 1838 kammerets formand.